# يكة باغ (زنغلانلو)
يكة باغ (بالفارسية: یکه‌باغ) هي قرية تقع في إيران في خراسان رضوي. يقدر عدد سكانها بـ 782 نسمة .